# Naum

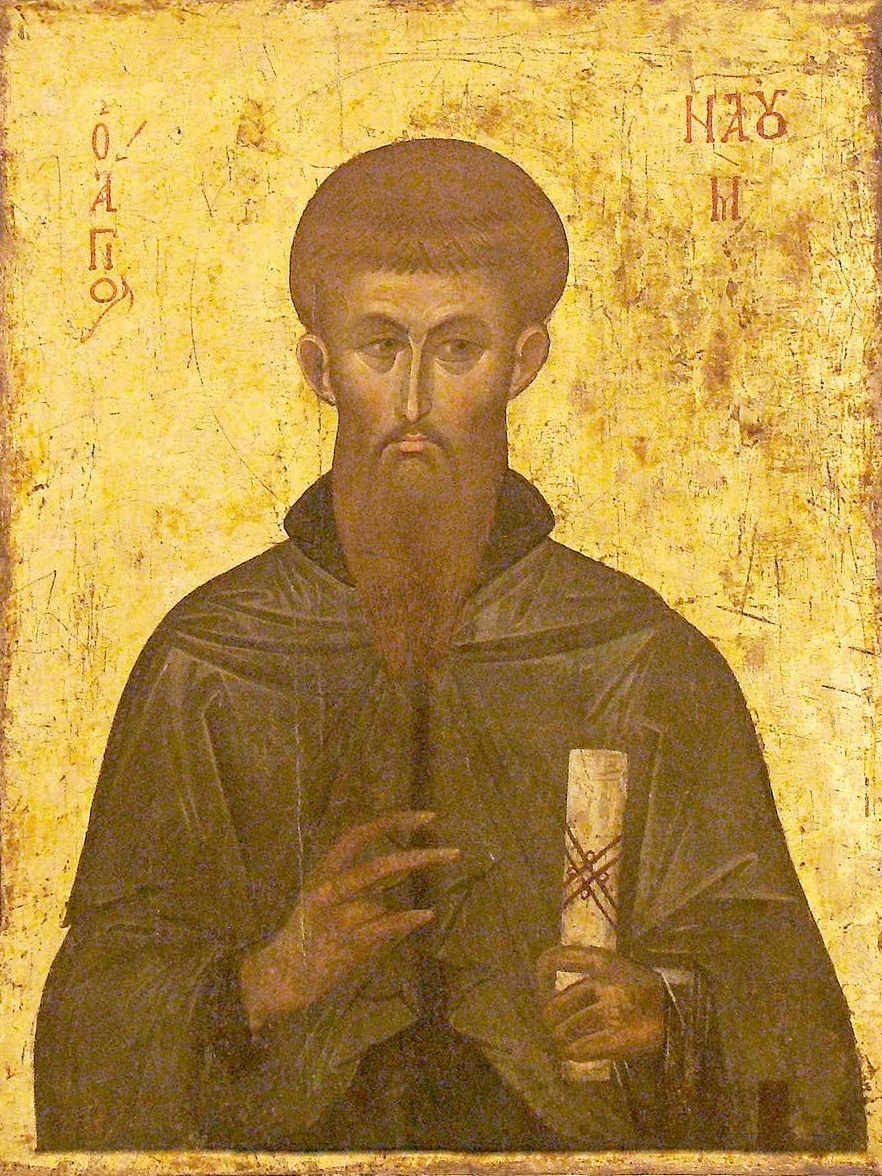
Heiliger Naum

Der Heilige Naum, auch Naum Ohridski oder Naum Preslawski (kyrillisch Наум Охридски bzw. Наум Преславски) genannt, lebte an der Wende vom 9. zum 10. Jahrhundert (* um 830; † 910, begraben im Kloster Sveti Naum bei Ohrid, heute in Nordmazedonien). Er war ein Schüler der Heiligen Kyrill und Method und wie diese an der Schaffung der altkirchenslawischen Schriftsprache beteiligt. Zusammen mit dem heiligen Kliment von Ohrid gehörte er zu jenen Mönchen, die Methodius bei seiner Mission im Großmährischen Reich unterstützten.
„...Der ehrenwürdige und große Vater Naum wuchs in Moesien auf, und gemäß der Erziehung, die ihm seine adligen Eltern angedeihen ließen, hielt er Adel und Reichtum und all das für Spreu und schloss sich dem apostelgleichen Konstantin dem Philosophen und seinem Bruder Method an, die umherwanderten und das moesische und dalmatinische Volk lehrten, folgte ihnen überallhin, sogar bis zum alten Rom...“
874 änderte der mährische Fürst Kocel seine politische Orientierung, wandte sich von Konstantinopel ab und suchte Kontakte nach Westen. Naum und die anderen Schüler Konstantins und Methods gerieten in Konflikt mit den lateinischen Missionaren, die nach Mähren kamen und der Verkündigung in lateinischer (und nicht in slawischer) Sprache den Vorzug gaben. Nach dem Tod Methods 885 wurden seine Schüler vertrieben und fanden Zuflucht im Bulgarischen Reich von Zar Boris I.
Um den byzantinischen Einfluss auf seinen Staat zurückzudrängen, war Boris I. an der Etablierung der slawischen Sprache im Gottesdienst interessiert. Unter Kliments und Naums Leitung wurden zwei berühmte Schulen gegründet – die Schule von Ohrid, wo Kliment tätig war, und die Schule von Preslaw, wo zunächst Naum tätig war (daher auch sein Beiname Preslawski). In den zwei Schulen wurde das Altkirchenslawische als Liturgiesprache unterrichtet.
Gegen Ende des 9. Jahrhunderts wirkte der heilige Naum gemeinsam mit dem heiligen Kliment von Ohrid von den Zaren Boris I. und Simeon I. entsandt in der Region Ohrid.
„...Naum und Kliment kamen in das illyrische und das lychnidische Land. In den Dewol-Bergen am Ende des Sees der Stadt Ochrida, zwischen den Flüssen gründete Naum ein großes Kloster und eine Kirche, dem Erzengel Michael und allen himmlischen Kräften geweiht, mit den Mitteln und auf Geheiß des frommen bulgarischen Zaren Michail Boris und seines Sohnes Zar Simeon...“
Neben dem Bau von Kirchen und Klöstern widmeten sich beide Heilige der Ausbildung slawischer Kleriker und entwickelten aus Ohrid ein kirchliches und kulturelles Zentrum. Die Schule von Ohrid brachte einen Großteil der altbulgarischen Literatur hervor.
Naum verstarb 910 und wurde in dem von ihm 895 gegründeten und heute in Nordmazedonien, unweit der Grenze zu Albanien gelegenen Kloster Sveti Naum begraben.
Naum wird heute als „Erleuchter der Bulgaren“ und als Heiliger der Bulgarisch-Orthodoxen Kirche verehrt. Gedenktag ist der 23. Dezember / 5. Januar. Gedacht wird Naum auch am 27. Juli, am Tag der Sieben Heiligen (bulgarisch Свети седмочисленици, Kyrill, Method und ihre fünf Schüler Kliment, Naum, Sava, Gorazd und Angelarij).
Ihm zu Ehren trägt der St. Naum Peak auf der Livingston-Insel in der Antarktis seinen Namen.